# Немеси Маркес и Осте
Немеси Маркес и Осте (кат. Nemesi Marquès i Oste рођ. 1935) је од 3. јуна 1993. до 20. јула 2012. био лични представник бискупа Урђеља и ко-принца Андоре. Налазио се на овој позицији од њеног настанка. Наследио га је Јосеп Марија Маури.